# Ланкастер (Техас)
Ланкастер (англ. Lancaster) — місто (англ. city) в США, в окрузі Даллас штату Техас. Населення — 41 275 осіб (2020).

## Географія
Ланкастер розташований за координатами 32°35′45″ пн. ш. 96°46′41″ зх. д. / 32.59583° пн. ш. 96.77806° зх. д. (32.595889, -96.777954).  За даними Бюро перепису населення США в 2010 році місто мало площу 78,60 км², з яких 78,43 км² — суходіл та 0,17 км² — водойми. В 2017 році площа становила 86,24 км², з яких 86,06 км² — суходіл та 0,18 км² — водойми.

### Клімат
| Клімат : Ланкастер                      | Клімат : Ланкастер | Клімат : Ланкастер | Клімат : Ланкастер | Клімат : Ланкастер | Клімат : Ланкастер | Клімат : Ланкастер | Клімат : Ланкастер | Клімат : Ланкастер | Клімат : Ланкастер | Клімат : Ланкастер | Клімат : Ланкастер | Клімат : Ланкастер | Клімат : Ланкастер |
| Показник                                | Січ.               | Лют.               | Бер.               | Квіт.              | Трав.              | Черв.              | Лип.               | Серп.              | Вер.               | Жовт.              | Лист.              | Груд.              | Рік                |
| Середній максимум, °C                   | 13,9               | 16,1               | 20,6               | 25,0               | 28,9               | 33,3               | 35,6               | 35,6               | 31,7               | 26,1               | 19,4               | 14,4               | 25,1               |
| Середній мінімум, °C                    | 2,8                | 5,0                | 9,4                | 13,3               | 18,3               | 22,8               | 25,0               | 25,0               | 20,6               | 14,4               | 8,9                | 3,9                | 14,2               |
| Норма опадів, мм                        | 52                 | 69                 | 89                 | 78                 | 125                | 104                | 56                 | 47                 | 72                 | 122                | 73                 | 70                 | 957                |
| --------------------------------------- | ------------------ | ------------------ | ------------------ | ------------------ | ------------------ | ------------------ | ------------------ | ------------------ | ------------------ | ------------------ | ------------------ | ------------------ | ------------------ |
| Джерело: The Weather Channel (extremes) |                    |                    |                    |                    |                    |                    |                    |                    |                    |                    |                    |                    |                    |

## Демографія
Згідно з переписом 2010 року, у місті мешкала 36 361 особа в 12 520 домогосподарствах у складі 9252 родин. Густота населення становила 463 особи/км².  Було 13622 помешкання (173/км²).
Расовий склад населення:
| - 68,7 % — чорних або афроамериканців - 20,4 % — білих - 0,4 % — корінних американців - 0,3 % — азіатів - 8,1 % — осіб інших рас |

До двох чи більше рас належало 2,1 %. Частка іспаномовних становила 17,0 % від усіх жителів.
За віковим діапазоном населення розподілялося таким чином: 31,2 % — особи молодші 18 років, 61,6 % — особи у віці 18—64 років, 7,2 % — особи у віці 65 років та старші. Медіана віку мешканця становила 32,3 року. На 100 осіб жіночої статі у місті припадало 84,6 чоловіків;  на 100 жінок у віці від 18 років та старших — 78,5 чоловіків також старших 18 років.
Середній дохід на одне домашнє господарство  становив 58 306 доларів США (медіана — 49 240), а середній дохід на одну сім'ю — 64 330 доларів (медіана — 55 440). Медіана доходів становила 41 673 долари для чоловіків та 36 580 доларів для жінок. За межею бідності перебувало 17,0 % осіб, у тому числі 25,1 % дітей у віці до 18 років та 8,7 % осіб у віці 65 років та старших.
Цивільне працевлаштоване населення становило 17 071 особа. Основні галузі зайнятості: освіта, охорона здоров'я та соціальна допомога — 23,8 %, транспорт — 10,8 %, виробництво — 9,9 %, роздрібна торгівля — 9,3 %.